# Primarias presidenciales de los Republicanos de 2021
Las primarias presidenciales de los Republicanos de 2021 oficialmente llamado Congreso de los Republicanos es el método de elección primaria internina organizada por los partidos conservadores de Francia que se llevaron a cabo desde el 1 de diciembre, hasta 4 de diciembre de 2021, con el fin de nominar a un candidato para las elecciones presidenciales de 2022.
Varias personalidades, como Valérie Pécresse, Michel Barnier, Éric Ciotti y Philippe Juvin expresaron su deseo de participar. Mientras que, Xavier Bertrand al principio se negó a someterse a tal proceso. Pero finalmente aceptó postularse al congreso, el 11 de octubre de 2021.
Los resultados de la primera ronda de votaciones se anunciaron el 2 de diciembre de 2021. Los candidatos que pasaron a la segunda vuelta fueron el diputado Éric Ciotti y la presidenta regional de Isla de Francia Valérie Pécresse. Los resultados sorprendieron, ya que se esperaba que Xavier Bertrand pase a la segunda vuelta, pero obtuvo el cuarto lugar. Los tres candidatos que no pasaron a la segunda vuelta, tanto Bertrand, Juvin y Barnier declararon su respaldo a Pécresse, poco después de que se anunciaron los resultados. Ciotti no recibe mayor apoyo, pero sí las felicitaciones del candidato y opositor de extrema derecha Éric Zemmour.
Al finalizar la segunda vuelta, los resultados determinaron a Valérie Pécresse como candidata para representar a Los Republicanos en las elecciones presidenciales de Francia de 2022.

## Antecedentes
Tras la derrota de François Fillon en las elecciones presidenciales de 2017, el partido Los Republicanos (LR) se oponen a varias políticas del presidente centrista Emmanuel Macron, que obtuvo el apoya de varias figuras del partido al inició de su elección. Después de una derrota en las elecciones europeas de 2019, el partido mantuvo su aceptación a nivel territorial, al obtener buenos resultados en las elecciones municipales de 2020, así como en las elecciones regionales y departamentales de 2021.
El partido está dividido sobre el método de selección de su candidato para las elecciones presidenciales de 2022. Muchos recuerdan las primarias abiertas de 2016, que reunieron a 4,4 millones de votantes pero dividieron a la derecha, y la derrota de su candidato nominado, François Fillon, implicado en escándalos políticos y financieros durante la campaña presidencial. Para 2022, ningún candidato natural se perfila como favorito en las urnas.
El 25 de septiembre de 2021, una consulta reservada a 79.000 miembros de LR decidió sobre el proceso de selección de candidatos. Durante un congreso desmaterializado, con una tasa de participación del 50,3% de los votantes registrados, el 58% de los votantes elige una primaria interna, contra el 40,4% de una primaria abierta.

## Métodos de votación
Cada candidato debe estar patrocinado por al menos 250 representantes electos, repartidos en al menos 30 departamentos (sin que más de una décima parte de los representantes de la presentación puedan provenir del mismo departamento).

### Proceso de votación
La primera vuelta se llevará a cabo en línea a partir del 1 de diciembre hasta el 2 de diciembre de 2021. La segunda vuelta esta prevista que se llevé a cabo a partir del 3 de diciembre hasta el 4 de diciembre de 2021, si ningún candidato obtiene más del 50% de los votos. Solo los dos candidatos que hayan obtenido el mayor número de votos pueden presentarse a la segunda vuelta.

## Candidatos
| Partido         | Partido                        | Partido          | Candidatos                                                      | Cargos ocupados                            | Ref    |
| --------------- | ------------------------------ | ---------------- | --------------------------------------------------------------- | ------------------------------------------ | ------ |
|                 | LR                             | Los Republicanos | Michel Barnier                                                  | Miembro del Parlamento Europeo (2009-2010) | [ 18 ] |
| Xavier Bertrand | LR                             | Los Republicanos | Presidente del Consejo Regional de Hauts-de-France (desde 2016) | [ 19 ]                                     |        |
| Éric Ciotti     | LR                             | Los Republicanos | Miembro de la Asamblea Nacional (desde 2018)                    | [ 20 ]                                     |        |
| Philippe Juvin  | LR                             | Los Republicanos | Alcalde de La Garenne-Colombes (desde 2001)                     | [ 21 ]                                     |        |
| SL LR           | Seamos Libres Los Republicanos | Valérie Pécresse | Presidenta del Consejo Regional de Île-de-France (desde 2015)   | [ 22 ]                                     |        |

### Candidaturas rechazadas
- François Baroin, alcalde de Troyes y presidente de la Asociación de alcaldes de Francia.
- François Fillon, Primer ministro de Francia (2007-2012)[23]
- Gérard Larcher, Presidente del Senado (2008-2011) y (desde 2014)[24]
- Nicolas Sarkozy, Presidente de la República Francesa (2007-2012)[25]
- Bruno Retailleau, presidente del grupo Los Republicanos en el Senado (desde 2014)
- Laurent Wauquiez, presidente del consejo regional de Auvernia-Ródano-Alpes
- Denis Payre, Empresario[26][27]

## Debates
En una reunión organizada el 20 de octubre de 2021, se decidió que los candidatos que hayan recibido sus 250 patrocinios participarán en cuatro debates televisados y radiofónicos.
- El primer debate se llevó a cabo el 8 de noviembre de 2021 y fue trasmitido por LCI y RTL, fue presentado por Ruth Elkrief y David Pujadas.
- El siguiente se realizó el 14 de noviembre de 2021 y fue trasmitido por BFM TV y RMC, fue conducido por Maxime Switek y Apolline de Malherbe.
- El tercer debate fue trasmitido por CNews y Europe 1, el 21 de noviembre presentado por Laurence Ferrari y Sonia Mabrouk.
- El último debate se realizaro el 30 de noviembre, y fue presentado por Léa Salamé en su programa Elíseo 2022, emitido por France 2 y France Inter.

## Encuestas
| Encuesta           | Fecha        | Muestra | Xavier Bertrand LR | Valérie Pécresse LR-SL | Michel Barnier LR | Philippe Juvin LR | Éric Ciotti LR | Denis Payre LR | Panel                    |     |    |   |              |
| ------------------ | ------------ | ------- | ------------------ | ---------------------- | ----------------- | ----------------- | -------------- | -------------- | ------------------------ | --- | -- | - | ------------ |
| Encuesta           | Fecha        | Muestra | Ifop               | 28-29 Oct 2021         | 1,507             | 34%               | 26%            | 21%            | Panel                    | 10% | 9% | — | Toda Francia |
| -                  | 35%          | 24%     | Ifop               | 28-29 Oct 2021         | 22%               | 10%               | 9%             | —              | Simpatizantes de derecha |     |    |   |              |
| Ipsos-Sopra Steria | 2-3 Sep 2021 | 925     | 36%                | 29%                    | 17%               | 6%                | 8%             | 4%             | Toda Francia             |     |    |   |              |
| Ipsos-Sopra Steria | 2-3 Sep 2021 | -       | 39%                | 29%                    | 22%               | 2%                | 5%             | 3%             | Simpatizantes de LR      |     |    |   |              |

## Resultados
|  | 25.00 % |

|  | 60.95 % |

|  | 25.59 % |

|  | 39.05 % |

|  | 23.93 % |

|  | 22.36 % |

|  | 3.13 % |

|  | 99.73 % |

|  | 99.11 % |

|  | 0.27 % |

|  | 0.89 % |

|  | 100.00 % |

|  | 100.00 % |

|  | 80.89 % |

|  | 82.86 % |